# Dreadnox
Dreadnox é uma banda de heavy metal do Rio de Janeiro, Brasil.

## História
Formada em 1993, a banda é composta por Fabio Schneider (voz), Kiko Dittert (guitarra), Dead Montana (baixo) e Felipe Curi (bateria). Reconhecida como uma das principais bandas do cenário underground carioca da década de 1990, lançou em 1995 a demo "Master Brain" e em 1998 o seu primeiro álbum "Divine Act", o qual foi muito elogiado pela crítica e pelos fãs de todo o país. Em 2010, após 5 anos longe dos palcos, a banda retorna para o lançamento do seu segundo álbum "Dance of Ignorance", produzido por Renato Tribuzy (líder da banda Tribuzy), que é também o vocalista na canção "Survive", e mixado no Full Sound Studio por Alex Macedo, álbum que conta com faixa bônus para o seu lançamento em alguns países e que marca definitivamente a volta do grupo caracterizado pela sua forte identidade musical, com riffs poderosos e melodias marcantes. No Brasil, o álbum foi lançado pela Die Hard Records e antes de seu lançamento a banda já havia disponibilizado algumas faixas no Myspace. O álbum Dance of Ignorance recebeu boas críticas na imprensa internacional.
Após o fim da turnê do álbum Dance of Ignorance a banda entra em estúdio para compor as músicas do próximo álbum. No final de 2013 começam as gravações do terceiro álbum chamado The Hero Inside que conta com a produção de Renato Tribuzy, mixado por Roy Z e masterizado por Maor Appelbaum e que é lançado em novembro de 2014.

## Integrantes
- Fabio Schneider (vocal)
- Kiko Dittert (guitarra)
- Dead Montana (baixo)
- Felipe Curi (bateria)

## Discografia
- Master Brain (demo, 1995)[10]
- Divine Act (álbum, 1998)[10]
- Dance of Ignorance (álbum, 2010)[10]
- Jogo Justo (single, 2011)[10]
- Dreamcatcher (single, 2014)
- The Hero Inside (álbum, 2014)